# Bruinkapvliegenpikker
De bruinkapvliegenpikker (Ornithion brunneicapillus) is een zangvogel uit de familie Tyrannidae (tirannen).

## Verspreiding en leefgebied
Deze soort komt voor van Costa Rica tot noordwestelijk Venezuela en noordwestelijk Ecuador.

## Status
De grootte van de populatie is in 2019 geschat op 0,5-5 miljoen volwassen vogels. Op de Rode lijst van de IUCN heeft deze soort de status niet bedreigd.